# فرانسوا روسو (مصمم أزياء)
فرانسوا روسو (بالفرنسية: François Russo)‏ هو مصمم أزياء فرنسي، ولد في 9 أغسطس 1966.

## وصلات خارجية
- الموقع الرسمي